# Acanthurus polyzona
Acanthurus polyzona là một loài cá biển thuộc chi Acanthurus trong họ Cá đuôi gai. Loài cá này được mô tả lần đầu tiên vào năm 1868.

## Từ nguyên
Danh từ định danh của loài cá này, polyzona, trong tiếng Latinh có nghĩa là "nhiều sọc" (poly: "nhiều", zona: "sọc"), ám chỉ những dải sọc đen ở hai bên thân của chúng.

## Phạm vi phân bố và môi trường sống
A. polyzona có phạm vi phân bố rộng khắp vùng biển Tây Ấn Độ Dương. Loài cá này được ghi nhận ở xung quanh Madagascar và các quốc đảo lân cận, bao gồm Mauritius (và Rodrigues), Réunion, Comoros và Mayotte.

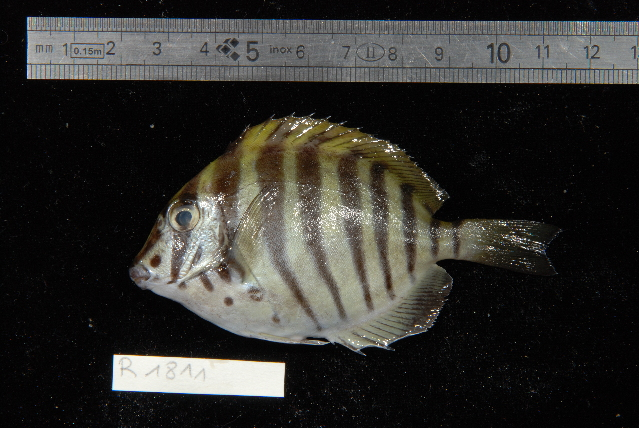
Một mẫu vật của A. polyzona

A. polyzona sinh sống gần các bãi đá ngầm và rạn san hô, cũng như trong các hồ thủy triều, ở độ sâu đến 15 m.

## Mô tả
Chiều dài cơ thể tối đa được ghi nhận ở A. polyzona là 11 cm. Loài cá này có một mảnh xương nhọn chĩa ra ở mỗi bên cuống đuôi, tạo thành ngạnh sắc, đặc điểm của họ Cá đuôi gai.
A. polyzona rất giống với loài họ hàng Acanthurus triostegus về hình thái, nhưng A. polyzona có đến 9 dải sọc, trong khi A. triostegus chỉ có 6. Cơ thể của chúng có màu kem với 9 dải sọc dọc màu đen ở hai bên đầu và thân (hai trên cuống đuôi, một băng qua mắt, còn lại ở trên thân). Mõm nhọn. Đầu và ngực cũng có vài vệt đốm đen; một ít đốm nằm trên bụng. Các vây hơi sẫm vàng hơn thân. Đuôi cụt ở cả hai loài A. polyzona và A. triostegus.

## Sinh thái
A. polyzona được ghi nhận là đã tạo ra cá thể lai với A. triostegus ở ngoài khơi Mauritius.